# Округ Клинтон (Мичиген)
Округ Клинтон (енгл. Clinton County) је округ у америчкој савезној држави Мичиген.

## Демографија
По попису из 2010. године број становника је 75.382, што је 10.629 (16,4%) становника више него 2000. године.
| Група             | 2000.          | 2010.          |
| Белци             | 61.416 (94,8%) | 68.243 (90,5%) |
| Афроамериканци    | 405 (0,6%)     | 1.549 (2,1%)   |
| Азијати           | 337 (0,5%)     | 1.115 (1,5%)   |
| Хиспаноамериканци | 1.688 (2,6%)   | 2.947 (3,9%)   |
| Укупно            | 64.753         | 75.382         |